# Bradysia bellstedti
Bradysia bellstedti is een muggensoort uit de familie van de rouwmuggen (Sciaridae). De wetenschappelijke naam van de soort is voor het eerst geldig gepubliceerd in 1998 door Menzel & Mohrig.